# Comitatul Yavapai, Arizona
Comitatul Yavapai, conform originalului din engleză, Yavapai County (cod FIPS, 04 - 025), este unul din cele 15 comitate ale statului american Arizona, fiind situat în partea central sudică a statului arizonian. Conform datelor statistice ale recensământului din anul 2000, furnizate de United States Census Bureau, populația sa totală era de 167.517   de locuitori. Sediul comitatului este orașul Prescott. GR6
Comitatul Yavapai, care este unul din cele patru comitate originare ale Teritoriului Arizona, fiind fondat în 1865, este unul din comitatele din Uniune ale cărei populație a crescut foarte mult procentual. O estimare a aceluiași Biroul de recensăminte al SUA pentru anul 2007 a indicat 212.635 de locuitori la sfârșitul anului 2007, o creștere de 45.118 de locuitori, ceea ce semnifică o creștere semnificativă de aproape 27 %.

## Istoric
Yavapai County a fost unul din cele patru comitate originare ale Arizonei, create de Prima Adunare Legislativă a Teritoriului Arizona. Teritoriul comitatului a fost definit ca fiind la est de latitudinea de 113° 20' și la nord de cursul Gila River.. Curând, comitatele Apache, Coconino,  Maricopa și Navajo au fost create prin desprindere din teritoriul imens al comitatului Yavapai originar.  Actualele limite teritoriale au fost stabilite în 1891.
Comitatul a fost numit după grupul de nativi americani Yavapai, care constituia grupul majoritar ce locuia în această zonă anexată de Statele Unite.

## Geografie
Conform datelor statistice furnizate de United States Census Bureau, comitatul are o suprafață totală de 21.042 km2 (sau de 8.128 mile patrate), dintre care 21.029 km2 (sau 8.123 square miles) este uscat și doar 0.06 % (13 km2 sau 5 square miles) este apă.

### Drumuri importante
- Interstate 17
- Interstate 40
- U.S. Route 93
- State Route 69
- State Route 89
- State Route 169
- State Route 179
- State Route 260
- State Route 279

### Comitate învecinate
- Comitatul Mohave, Arizona, la vest
- Comitatul La Paz, Arizona, la sud-vest
- Comitatul Maricopa, Arizona, la sud
- Comitatul Gila, Arizona, la est
- Comitatul Coconino, Arizona, la nord și nord-est

## Demografie
|  | Graficele sunt indisponibile din cauza unor probleme tehnice. Mai multe informații se găsesc la Phabricator și la wiki-ul MediaWiki. |

Date: Wikidata - grafică realizată de Wikipedia